# Lesotho ai Giochi della XXIX Olimpiade
Il Lesotho ha partecipato ai Giochi della XXIX Olimpiade di Pechino, svoltisi dall'8 al 24 agosto 2008, con una delegazione di 5 atleti.

## Atletica leggera
| Gara               | Atleta                   | Tempo        | Posizione    |
| ------------------ | ------------------------ | ------------ | ------------ |
| Maratona maschile  | Moses Moeketsi Mosuhli   | non concluso | non concluso |
| Maratona maschile  | Simon Tsotang Maine      | non concluso | non concluso |
| Maratona maschile  | Clement Mabothile Lebopo | non concluso | non concluso |
| Maratona femminile | Mamorallo Tjoka          | non concluso | non concluso |

## Pugilato
| Gara       | Atleta                | Sedicesimi                   | Ottavi | Quarti | Semifinali | Finale |
| ---------- | --------------------- | ---------------------------- | ------ | ------ | ---------- | ------ |
| Pesi gallo | Emanuel Thabiso Nketu | Bruno Julie (Mauritius) 8-17 |        |        |            |        |